# Schmellerforst
Der Schmellerforst (auch Schmeller Forst) umfasst 3,28 km² und gehört zu den gemeindefreien Gebieten im Landkreis Augsburg in Bayern. Er liegt im Naturpark Augsburg – Westliche Wälder, ist vollständig bewaldet und Teil eines größeren Landschaftsschutzgebiets.

## Geographie
Der Schmellerforst erstreckt sich südöstlich von Dinkelscherben in der naturräumlichen Region Reischenau im Westen des Landkreises Augsburg. Er gehört zum Staatsforst und ist unbewohnt.
Nördlich und östlich grenzt der Schmellerforst an das Gemeindegebiet von Dinkelscherben, im Süden an die Gemeinde Ziemetshausen und im Westen an Münsterhausen.
Das Gebiet ist von mehreren Waldwegen durchzogen. Zudem verläuft ein beschilderter Radweg, der Ziemetshausen mit Münsterhausen verbindet, durch den Schmellerforst.